# Jaśminowiec

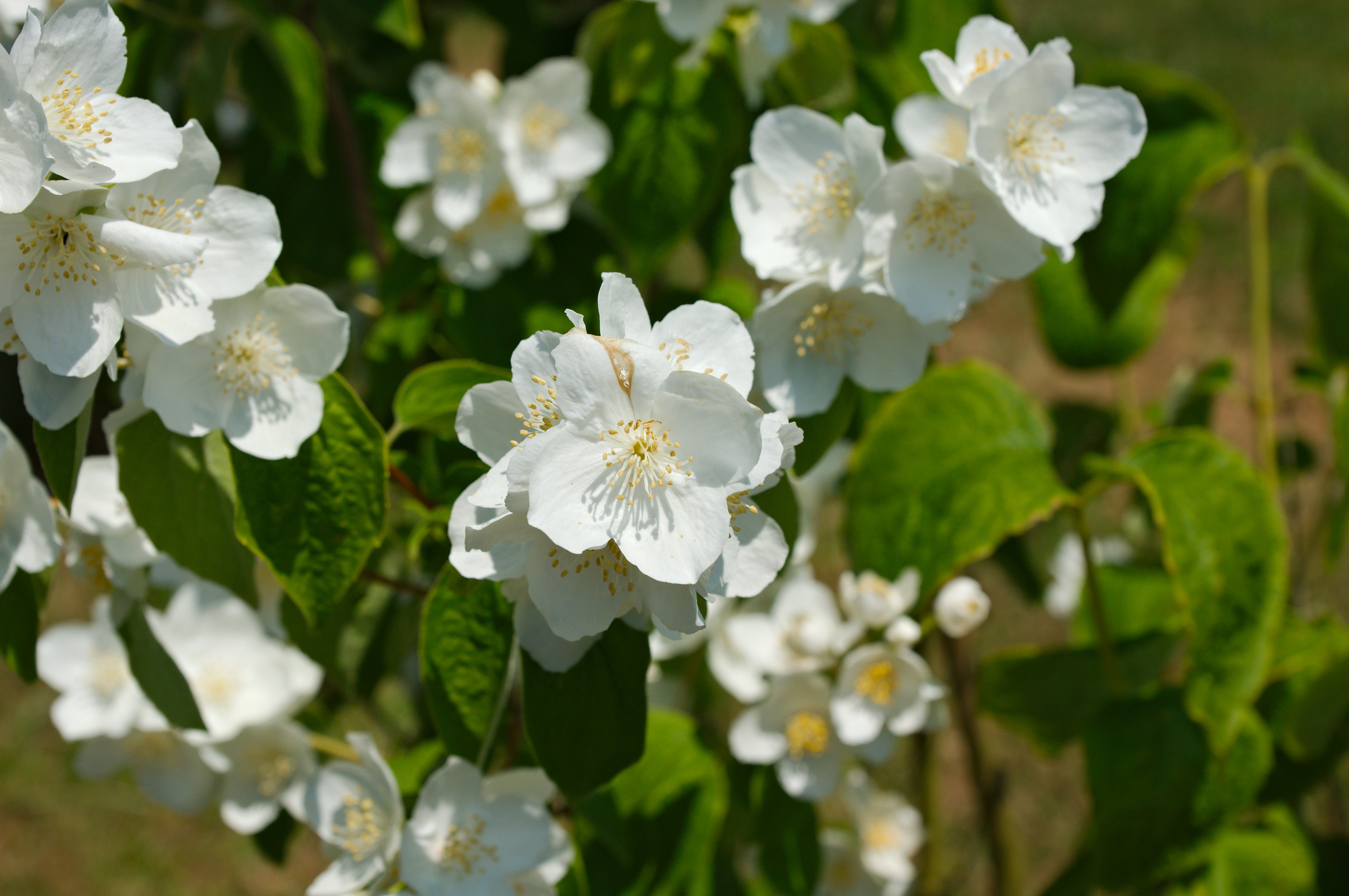
Jaśminowiec bezwonny

Jaśminowiec (Philadelphus L.) – rodzaj krzewów z rodziny hortensjowatych. Obejmuje 45 gatunków. Najwięcej z nich rośnie w Azji wschodniej od Himalajów po Japonię, liczne rosną także w Ameryce Północnej (od Ameryki Centralnej po Kolumbię Brytyjską). Jeden gatunek – jaśminowiec wonny P. coronarius występuje w rejonie Kaukazu i południowo-wschodniej Europy. Zasiedlają różne siedliska – tereny skaliste i półpustynne, lasy świetliste i luki w lasach wilgotnych. Pachnące kwiaty zapylane są przez owady.
Jaśminowce to krzewy o liściach opadających na zimę i kwiatach przeważnie białych, bardzo rzadko z odcieniem różowawym. Kwiaty zebrane są w liczne lub nieliczne wiechy wierzchołkowe lub boczne. Owocem jest czteroklapowa torebka. 
Liczne gatunki i mieszańce między nimi uprawiane są jako rośliny ozdobne ze względu na obfite kwitnienie i przyjemny zapach kwiatów. Szczególne zasługi w dziedzinie hodowli i uszlachetniania jaśminowców ma francuski ogrodnik Victor Lemoine z Nancy, na którego cześć nadano nazwę jednemu z mieszańców Philadelphus × lemoinei. Obecnie tego mieszańca i jego odmiany ogrodowe otrzymane w wyniku krzyżowania go z innymi gatunkami obejmuje się nazwą mieszańce Lemoine’a.
Rośliny te błędnie nazywane są jaśminem – to inny rodzaj roślin z rodziny oliwkowatych. Nazwa naukowa rodzaju pochodzi od króla egipskiego Ptolemeusza II Filadelfosa – 250 r. p.n.e., który poślubił swoją siostrę Arsinoe.

## Morfologia
PokrójKrzewy, rzadziej niewielkie drzewa (do 7 m wysokości) i pnącza, o pędach prosto wzniesionych, rozpościerających się i często łukowato przewisających. Pędy są zwykle nagie, rzadziej cierniste lub owłosione (włoski pojedyncze).
LiścieNaprzeciwległe, zimozielone lub sezonowe, ogonkowe. Blaszka jajowata do równowąskiej, cienka do skórzastej, często z trzema głównymi żyłkami wychodzącymi z nasady. Całobrzega do piłkowanej, często nieregularnie.
KwiatySkupione w szczytowych kwiatostanach (czasem wyglądają na wyrastające w kątach liści, gdy kwiatostan zredukowany jest do jednego kwiatu). Kwiatostany wierzchotkowe mają postać gron i wiech, rzadko kwiaty wyrastają pojedynczo, częściej po kilkadziesiąt. Są szypułkowe i obupłciowe. Hypancjum stożkowate do półkulistego przylega do zalążni. Działki kielicha 4, zwykle trójkątne, rozpostarte lub odgięte. Płatki korony zwykle jajowate do zaokrąglonych, rozpostarte lub wzniesione, białe do kremowych, rzadko różowo nabiegłe lub plamiaste, po przekwitnieniu żółknące. Pręcików od kilkunastu do 90. Zalążnia dolna lub wpółdolna, czterokomorowa, szyjki słupka cztery lub jedna, trwałe.
OwoceDrewniejące torebki wydłużone, jajowate do kulistych, otwierające się czterema klapami. Zawierają liczne, drobne, wąskie nasiona ze skrzydełkiem na jednym z końców.

## Systematyka
Pozycja systematyczna rodzaju

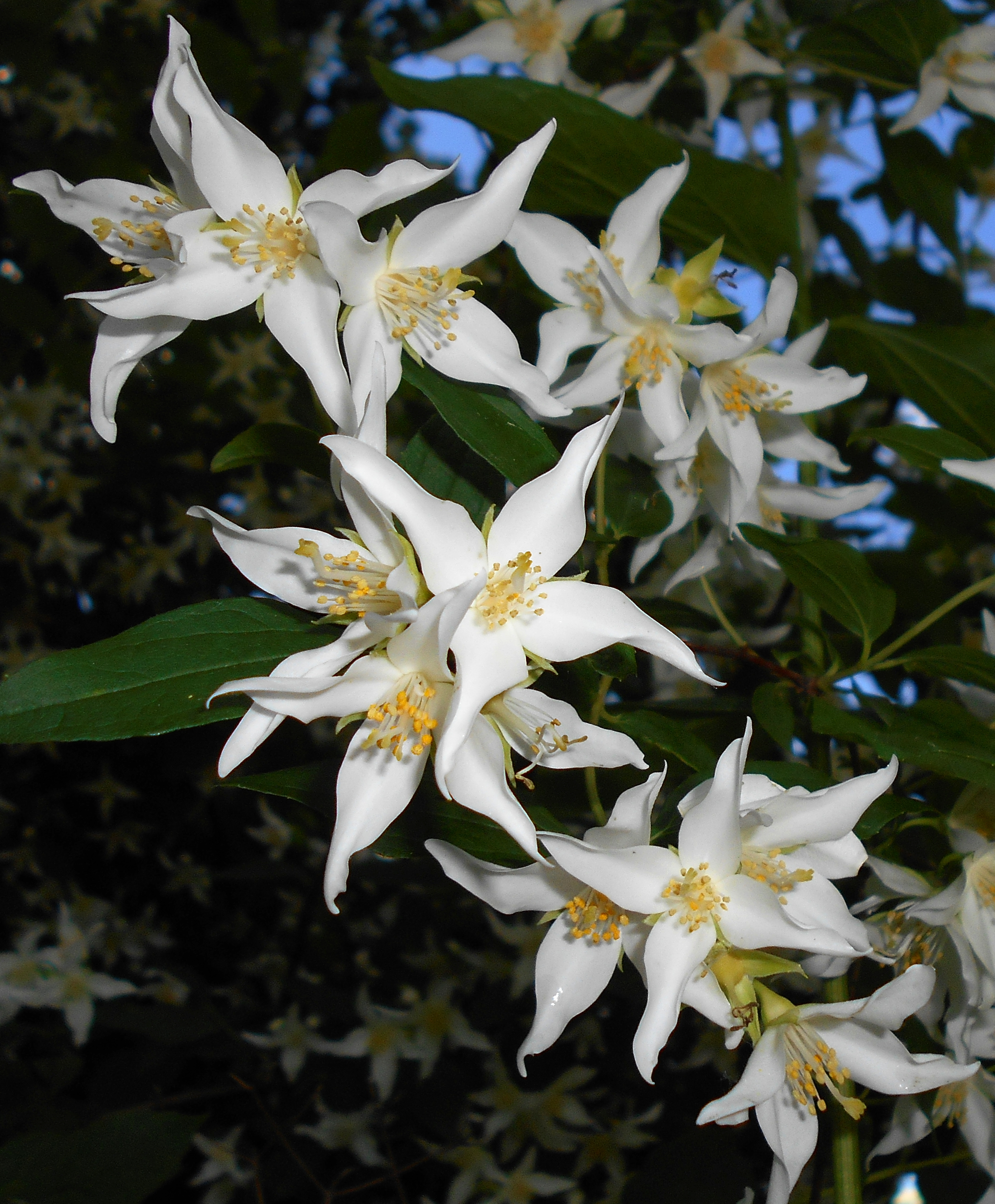
Jaśminowiec Falconera

Rodzaj należący do podrodziny Hydrangeoideae, rodziny hortensjowatych w rzędzie dereniowców.
Wykaz gatunków
- Philadelphus affinis Schltdl.
- Philadelphus asperifolius Körn.
- Philadelphus brachybotrys (Koehne) Koehne
- Philadelphus calcicola S.Y.Hu
- Philadelphus calvescens (Rehder) S.M.Hwang
- Philadelphus caudatus S.M.Hwang
- Philadelphus coronarius L. – jaśminowiec wonny
- Philadelphus coulteri S.Watson
- Philadelphus dasycalyx (Rehder) S.Y.Hu
- Philadelphus delavayi L.Henry
- Philadelphus henryi Koehne
- Philadelphus hirsutus Nutt.
- Philadelphus incanus Koehne
- Philadelphus inodorus L. – jaśminowiec bezwonny
- Philadelphus kansuensis (Rehder) S.Y.Hu
- Philadelphus karwinskyanus Koehne
- Philadelphus kunmingensis S.M.Hwang
- Philadelphus laxiflorus Rehder
- Philadelphus lewisii Pursh – jaśminowiec Gordona
- Philadelphus lushuiensis T.C.Ku & S.M.Hwang
- Philadelphus maculatus (C.L.Hitchc.) S.Y.Hu
- Philadelphus mearnsii W.H.Evans ex Rydb.
- Philadelphus mexicanus Schltdl.
- Philadelphus microphyllus A.Gray
- Philadelphus myrtoides Bertol.
- Philadelphus palmeri Rydb.
- Philadelphus pekinensis Rupr.
- Philadelphus pringlei S.Y.Hu
- Philadelphus pubescens Loisel. – jaśminowiec omszony
- Philadelphus pueblanus S.Y.Hu
- Philadelphus purpurascens (Koehne) Rehder
- Philadelphus reevesianus S.Y.Hu
- Philadelphus sargentianus S.Y.Hu
- Philadelphus satsumi Siebold ex Lindl. & Paxton – jaśminowiec japoński
- Philadelphus schrenkii Rupr.
- Philadelphus sericanthus Koehne
- Philadelphus serpyllifolius A.Gray
- Philadelphus subcanus Koehne
- Philadelphus tenuifolius Rupr. & Maxim.
- Philadelphus tetragonus S.M.Hwang
- Philadelphus texensis S.Y.Hu
- Philadelphus tomentosus Wall. ex G.Don
- Philadelphus tsianschanensis F.T.Wang & S.X.Li
- Philadelphus yangjiaensis Y.T.Zhao & H.Xie
- Philadelphus zhejiangensis S.M.Hwang

Mieszańce i odmiany jaśminowców częściej uprawiane w Polsce
- jaśminowiec baldaszkowy (Philadelphus × cymosus Rehder)
- jaśminowiec Falconera (Philadelphus falconeri G.Nicholson)
- jaśminowiec Lemoine'a (Philadelphus × lemoinei Lemoine)
- jaśminowiec panieński (Philadelphus × virginalis Rehder)

## Zastosowanie
Niektóre gatunki są uprawiane jako rośliny ozdobne. Są to krzewy łatwe w uprawie. Jaśminowiec jest krzewem o szybkim wzroście. Wszystkie gatunki jaśminowca mogą rosnąć prawie na każdej glebie ogrodowej. Odmiany natomiast są bardziej wymagające i potrzebują gleby żyznej. Wszystkie gatunki są wapieniolubne, wymagają pełnego nasłonecznienia i dość dobrze znoszą zanieczyszczenia powietrza.  Gatunki jaśminowca o szybkim wzroście są dosyć łatwe do rozmnażania przez sadzonki zdrewniałe, które tnie się w grudniu, a umieszcza w glebie na początku wiosny.
Chociaż jaśminowiec nie jest pnączem, to jednak niektórymi jego mieszańcami można obsadzać mury i pergole, gdyż pędy oparte na ścianach, wspinają się dość wysoko.